# MarineKing
Ли Чан Хун (кор. 이정훈, род. 11 июля 1993 года, Чханвон, Республика Корея), более известный под своим никнеймом MarineKing, — бывший корейский профессиональный игрок в StarCraft II, игравший за расу терранов. За свою карьеру MarineKing заработал более 200 000 долларов призовых.

## Биография

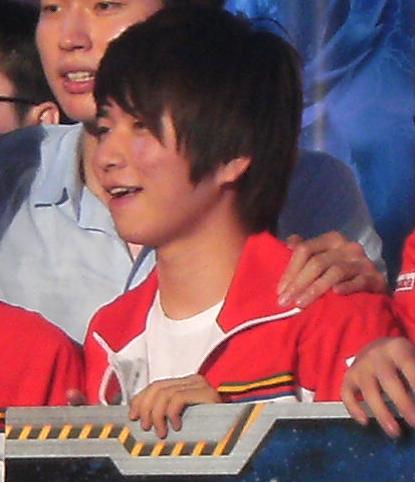
Ли Чан Хун в 2011 году

В начальной школе Ли Чан Хун увидел по телевидению матч между Лим «BoxeR» Ё Хваном и Хон «YellOw» Джин Хо, благодаря которому он полюбил эфиры по StarCraft: Brood War. По словам Ли, в средней школе он понял, что любит компьютерные игры и не любит учиться, а потому решил стать киберспортсменом. В апреле 2009 года он выиграл специальный матч и получил лицензию профессионального игрока KeSPA, после чего вступил в команду MBCGame. Он не добился каких-либо успехов в Brood War, и в августе 2010 года, когда открылась бета StarCraft II: Wings of Liberty, MarineKing переключился на неё, поначалу играя в однопользовательский режим. Игра показалась ему интересной и он начал играть и в многопользовательский режим, со временем заняв первое место во внутриигровом рейтинге. После того как Ким «FruitDealer» Вон Ги выиграл Global StarCraft II League (GSL), MarineKing также решил поучаствовать в открытых турнирах GSL.
Изначально MarineKing использовал никнейм «BoxeR», поскольку, по его словам, он хотел стать «BoxeR’ом второго StarCraft», после чего фанаты начали называть его Foxer (от англ. Fake Boxer — лже-BoxeR). Однако когда «настоящий» BoxeR перешёл в StarCraft II, ему пришлось оставить этот никнейм и он сменил ник на MarineKing.
В 2010—2011 годах MarineKing трижды доходил до финалов турниров GSL, однако проигрывал в них, занимая второе место. В 2012 году он одержал победу на MLG Winter Arena и MLG Winter Championship. В игре он чередовал агрессивный и жадный экономический стили игры, однако к концу 2012 года в игре появились стратегии, позволяющие выигрывать против обоих этих стилей. В матчапе зерга против террана появилось несколько билд-ордеров, хорошо себя показывающих против обоих стилей MarineKing; в матчапе протосса против террана Чжон «Rain» Юн Чжон научился выигрывать против MarineKing в поздних стадиях игры даже из сильного отставания, а Вон «PartinG» Ли Сак научился начинать игру так, чтобы не давать MarineKing получать преимущество в начале игры. MarineKing не стал перестраивать свой стиль игры, и его карьера пошла на спад.
В 2013 году MarineKing выбыл из дивизиона Code S GSL и объявил о завершении своей карьеры игрока в StarCraft II. Ли перешёл в League of Legends, присоединившись к дивизиону «Optimus» команды Prime в качестве шестого игрока. Проиграв в League of Legends менее полугода, он в 2014 году вернулся в StarCraft II и отметился успешным выступлением на StarCraft II Proleague. Вскоре в том же году он перешёл в команду MVP и дошёл до финала Hot6ix Cup, обыграв в полуфинале Вон «PartinG» Ли Сака, однако не смог победить в финале. Этот турнир стал последним успешным выступлением MarineKing.
В течение 2015 года MarineKing участвовал в Proleague за команду MVP, где выступил с суммарным счётом 3:13. В 2016 году он по собственной воле пропустил первые сезоны GSL и SSL. Он участвовал в квалификациях на вторые сезоны, однако не смог пройти ни на один турнир. После этого он объявил о завершении своей карьеры.

## Стиль игры
MarineKing чередовал два диаметрально противоположных билда: жадный пассивный макро-опенинг и агрессивные два барака в прокси, позволявшие ему либо выйти в поздние стадии игры с большим преимуществом, либо закончить игру быстро за счёт превосходного микроконтроля. В матче против KyriX во втором сезоне Global StarCraft II League 2010 года MarineKing продемонстрировал новаторский подход к ответу на зерглинго-гиблинговый стиль зерга с помощью пехоты — посредством сплита, в результате которой гиблингам получается взрывать отдельных пехотинцев, но не удаётся уничтожить всю пехоту соперника.

## Признание
Клеман «Clem» Деспланш называет Ли «MarineKing» Чан Хуна своим кумиром.

## Достижения
- 2010 Sony Ericsson StarCraft II Open Season 2 (2 место)
- 2011 Sony Ericsson Global StarCraft II League January: Code S (2 место)
- 2011 LG Cinema 3D World Championship Seoul (2 место)
- LG Cinema 3D Super Tournament (3—4 место)
- Electronic Sports World Cup 2011 (3 место)
- 2012 MLG Winter Arena (1 место)
- 2012 MLG Winter Championship (1 место)
- 2012 MLG Spring Championship (3 место)
- 2014 Hot6ix Cup (2 место)